# Just Another Love Story
Pour plus de détails, voir Fiche technique et Distribution.
Just Another Love Story (Kærlighed på film) est un thriller romantique danois réalisé par Ole Bornedal et sorti en 2007.

## Synopsis
Le tas de ferraille qu'est la voiture de Jonas, photographe à la police, est occupée par sa femme Mette et leurs deux joyeux enfants mais s'arrête et provoque un grave accident. Cependant, les occupants sont indemnes. Par contre une jeune femme, Julia Castlund, est grièvement blessée et perd la mémoire et 90 % de sa vue. Jonas se sent responsable, va voir Julia à la clinique et en tombe amoureux. Il se glisse dans l'identité de son amant et prend de plus en plus ses distances avec sa femme et ses enfants. Mais le passé de la belle femme énigmatique jette des ombres fatidiques.

## Fiche technique
- Titre : Just Another Love Story
- Titre original : Kærlighed på film
- Réalisation : Ole Bornedal
- Scénario : Ole Bornedal
- Photographie : Dan Laustsen
- Montage : Anders Villadsen, Èlia Gasull Balada
- Musique : Joachim Holbek
- Pays d'origine : Danemark
- Langue originale : danois
- Format : couleur
- Genre : Drame, thriller et néo-noir
- Durée : 100 minutes d'après l'IMdB ; 104 minutes d'après filmdienst.de[1]
- Dates de sortie :
  - Danemark : 24 août 2007

## Distribution
- Anders W. Berthelsen : Jonas
- Rebecka Hemse : Julia
- Nikolaj Lie Kaas : Sebastian
- Charlotte Fich : Mette
- Dejan Čukić : Frank
- Karsten Jansfort : Poul
- Flemming Enevold : Overlæge Dichmann
- Bent Mejding : Hr. Castlund
- Ewa Fröling : Fru Castlund
- Josephine Raahauge : Monica Castlund
- Timm Vladimir : Magnus Castlund
- Ditte Hansen : Kirsten
- Fanny Bornedal : Clara
- Daniel Stampe : Frederik
- Jannie Faurschou : Sygeplejerske Irma
- Karin Jagd : Vagtsygeplejerske